# ネクスコ・メンテナンス東北
株式会社ネクスコ・メンテナンス東北（ネクスコ・メンテナンスとうほく）は、高速道路株式会社法により設立された特殊会社（NEXCO3社のうちの一つ）である東日本高速道路株式会社の維持修繕業務を専門として行う目的で設立された。
担当エリアは、東北地方6県の東北自動車道を主として、約1,400kmの高速道路を管理している。
事業内容は、維持修繕工事全般でトイレの掃除から除雪作業まで多岐にわたる。

## 沿革
2007年（平成19年）3月30日設立。
日本道路公団時代に、いわゆる「ファミリー企業」と言われた維持管理会社であるアイアックス（現ＭＳＣホールディングス）、陸羽道路メンテナンス、東北ハイメン（現ティーエッチエム）、ハイウェイクリーン福島を母体として設立された。